# Trolle (film)
Trolle (oryg. Trolls) – amerykański film animowany (musical, komedia) z 2016 roku w reżyserii Mike’a Mitchella i Walta Dohrna. Scenarzystami byli Jonathan Aibel i Glenn Berger, zdjęcia zrealizował Yong Duk Jhun, muzykę skomponował Christophe Beck, montażem zajął się Nick Fletcher. Animacja oparta jest na opowiadaniu Erici Rivinoji. Bohaterów stworzono na podstawie postaci Thomasa Tama.
Film przedstawia historię dwóch fikcyjnych trolli – Poppy i Mruka (org. Branch, dosł. gałąź) – chcących uratować swoją wioskę od zniszczenia przez Bergensów – stworzeń, które jedzą tytułowych bohaterów by zapewnić sobie szczęście.
To 33. animacja z kanonu DreamWorks. Premiera odbyła się 8 października 2016 r. na BFI London Film Festival. Do kin w USA trafił 4 listopada dystrybucją 20th Centry Fox. Otrzymał w większości pozytywne opinie krytyków. Wpływy ze sprzedaży wyniosły na całym świecie 346 mln USD przy budżecie 125 milionów.
Film był nominowany do Oscara za najlepszą piosenkę oryginalną oraz Złotego Globu za najlepszą piosenkę za „Can’t Stop the Feeling!” (muzyka i słowa: Justin Timberlake, Max Martin i Shellback).
Jego kontynuacją jest animacja Trolle 2 (org. Trolls World Tour), której światowa premiera miała miejsce 10 kwietnia 2020 r. Polska była zaplanowana na 2 października.

## Obsada[7]
| Postać                       | Oryginalny dubbing       | Polski dubbing        |
| ---------------------------- | ------------------------ | --------------------- |
| Poppy                        | Anna Kendrick            | Aleksandra Radwan     |
| Branch/ Mruk                 | Justin Timberlake        | Piotr Bajtlik         |
| Bridget/ Brydzia             | Zooey Deschanel          | Ewa Konstancja Bułhak |
| król Gristle/ Gryzek         | Christopher Mintz-Plasse | Bartosz Obuchowicz    |
| król Gristle Sr./ Gryzek Sr. | John Cleese              | Jan Kulczycki         |
| kucharka                     | Christine Baranski       | Elżbieta Jędrzejewska |
| Creek                        | Russell Brand            | Maksymilian Michasiów |
| DJ Zuza                      | Gwen Stefani             | Agnieszka Kudelska    |
| Duży                         | James Corden             | Sebastian Perdek      |
| król Peppy                   | Jeffrey Tambor           | Zbigniew Konopka      |
| Kufer                        | Ron Funches              | Jakub Szydłowski      |
| Satyna, Szenila              | Icona Pop                | Karolina Kalina       |
| Guy Diamond / Gwidon Diament | Kunal Nayyar             | Artur Pontek          |
| Chmurzak                     | Walt Dohrn               | Jarosław Boberek      |
| Bibbly/ Śliniak              | Rhys Darby               | Krzysztof Dracz       |
| babcia Rosiepuff             | GloZell                  |                       |

opracowanie wersji polskiej: Studio Sonica
tłumaczenie: Arleta Walczak
dialogi polskie i teksty piosenek: Joanna Kuryłko i Michał Wojnarowski
reżyseria: Jarosław Boberek
dźwięk i montaż: Daniel Gabor i Maciej Sapiński
kierownictwo muzyczne: Adam Krylik
mix: Deluxe Media

## Produkcja

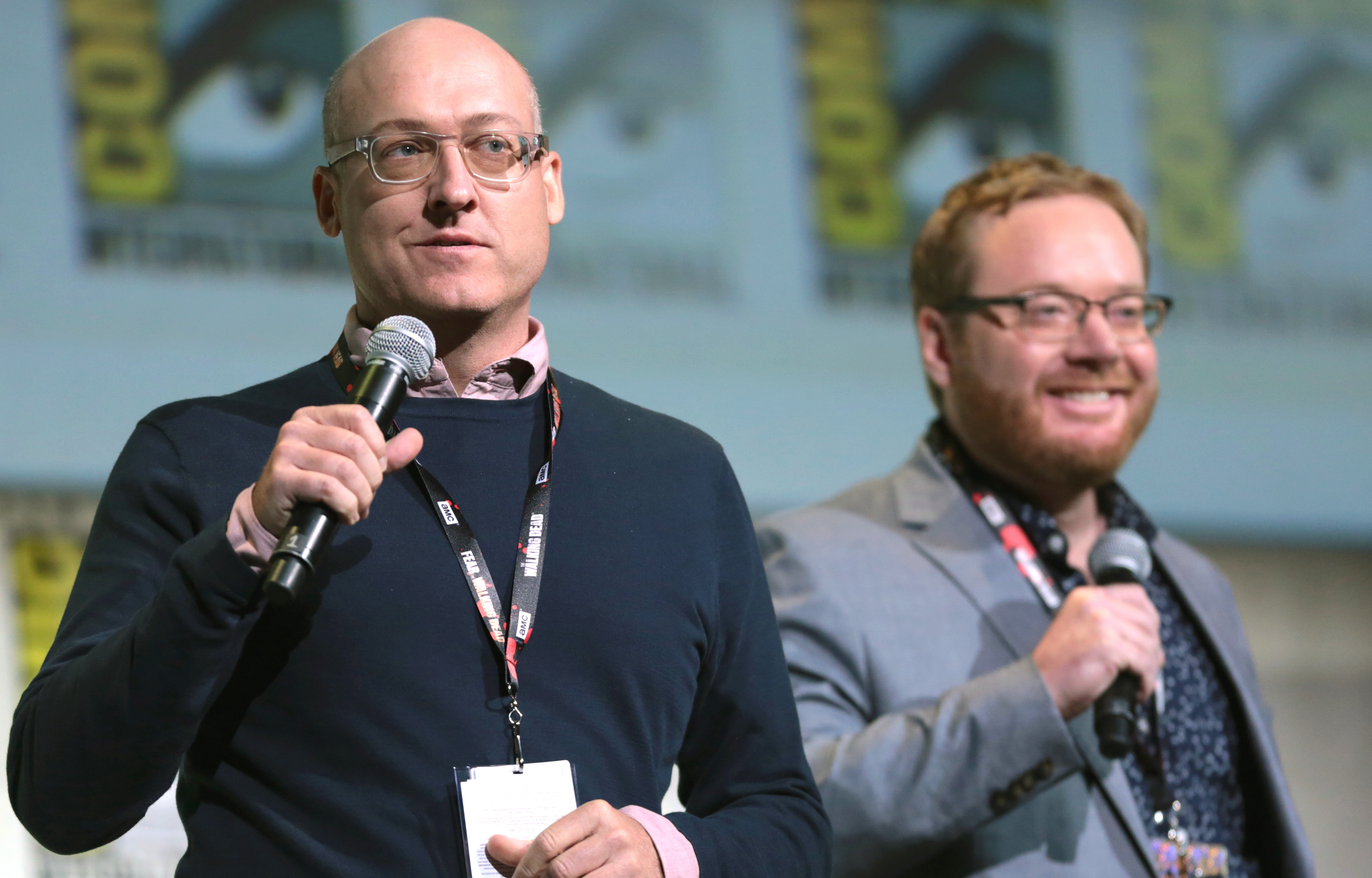
Mike Mitchell i Walt Dohrn

DreamWorks ogłosił plany stworzenia filmu już w 2010 r. Wówczas autorami scenariusza mieli być Adam Wilson i Melanie Wilson LaBracio. Do 2012 roku Chloë Grace Moretz została już obsadzona w głównej roli kobiecej a Jason Schwartzman – podobno w męskiej. We wrześniu 2012 r. 20th Century Fox i DreamWorks Animation ogłosili, że film o roboczym tytule Trolls ukaże się 5 czerwca 2015 roku, reżyserią zajmie się Anand Tucker a scenariuszem – Wallace Wolodarsky i Maya Forbes.
Do kwietnia 2013 roku DreamWorks nabył od Dam Family i Dama Thinga prawa do postaci lalek–trolli o kolorowych włosach, popularnych w latach 60. (Troll Doll). Na mocy umowy wytwórnia uzyskała światową licencję. Wyjątek stanowi Skandynawia, na którą posiada ją nadal twórca.
W maju 2013 r. przesunięto premierę o rok – na 4 listopada 2016. Tego samego miesiąca DreamWorks ogłosiło, że zatrudniono już Mike’a Mitchella jako reżysera i Erica Rivinoja jako scenarzystę. Otrzymali zadanie "wyobrażenia sobie" filmu jako komedii muzycznej, która przedstawi pochodzenie kolorowych włosów postaci.
16 czerwca 2014 r. jako główną bohaterkę, księżniczkę Poppy, obsadzono Annę Kendrick (w polskiej wersji językowej zagrała ją Magdalena Wasylik). 15 września 2015 r. Deadline Hollywood poinformowała, że Justin Timberlake zagra postać Brancha (w polskim dubbingu Mruka, zagrał go Piotr Bajtlik). Piosenkarz już wcześniej współpracował z wytwórnią podkładając głos Arthurowi Pendragonowi w Shreku Trzecim (2007) (w polskiej ścieżce postać zagrał Marcin Hycnar). Pełna obsada została ogłoszona 6 stycznia 2016 r. na Twitterze DreamWorks'a.

## Muzyka
Muzycznym producentem wykonawczym filmu był piosenkarz Justin Timberlake (zagrał również postać Mruka). 6 maja 2016 r. wydał filmową piosenkę końcową: Can’t Stop the Feeling! (pol. dubbing: I tak bez końca!). Ta zdobyła szczyt list przebojów w 17 krajach, w tym USA i Kanadzie. W Polsce singel uzyskał status diamentowej płyty. Reszta obsady też przyczyniła się do powstania ścieżki dźwiękowej filmu. Zaśpiewali do niej również Earth, Wind & Fire oraz Ariana Grande. Płyta ze ścieżką otrzymała certyfikat platynowej płyty) od Recording Industry Association of America, Australian Recording Industry Association (przyp.) (Amerykańskie i Australijskie Stowarzyszenie Przemysłu Nagraniowego) oraz polskiego ZPAV.

## Publikacja
Opening filmu miał miejsce 8 października 2016 r. podczas BFI London Film Festival Open Celebration jako pokaz specjalny BFI. Premiera kinowa w USA odbyła się natomiast 4 listopada 2016 r. dystrybucją 20th Century Fox.
Wytwórnia wydała na promocję filmu ok. 105 milionów dolarów.

### Home media
W USA film udostępniono cyfrowo w jakości HD 24 stycznia, a na DVD i Blu-ray – 7 lutego 2017 r. Przez pierwsze dwa tygodnie animacja była najchętniej kupowaną produkcją na tych nośnikach. W Polsce wersje fizyczne pojawiły się 15 marca.

## Odbiór

### Box office
Trolle zarobiły 153,7 mln dolarów brutto w USA i Kanadzie oraz 193,2 mln dolarów w innych krajach. Łączny przychód wyniósł 346,8 przy budżecie 125 mln dolarów. Zgodnie z obliczeniami gazety Deadline Hollywood po uwzględnieniu wszystkich zysków i wydatków film zarobił 19 mln USD netto.
W USA i Kanadzie premiera animacji zbiegła się z premierami Doktora Strange i Przełęczy ocalonych. Szacuje się, że w pierwszy weekend emisji 4060 kin uzyskało 35–40 mln dol. brutto. Nocna prapremiera 13 listopada przyniosła 900 tys. zysku a pierwszego dnia regularnej projekcji film zarobił 11,4 mln USD. W dniach otwarcia – do soboty rano – przychód wyniósł 45 600 000$ co stanowiło drugi box office, po Doktorze Strange'u (85 mln).

### Opinie
W serwisie Rotten Tomatoes film uzyskał wynik 76% przy 162 recenzjach. Średnia ocen wyniosła 6,28/10. Konsensus z recenzji brzmi: Film "Trolle" przedstawia na ekranie natychmiastowo rozpoznawalnych bohaterów w kolorowej przygodzie, która, choć skierowana jest do młodszych widzów, nie pozbawia smaczków i starszych. W serwisie Metacritic, wydającym opinię na podstawie średniej recenzji, film uzyskał 55/100 pkt. z 32 decyzji, co wskazuje na mieszane lub średnie odczucia. Ankietowani w badaniu firmy CinemaScore przyznali animacji ocenę A w skali od A+ do F (czyli 6 w skali od 6+ do 1) podczas gdy spółka badawcza PostTrak poinformowała o 80% opinii pozytywnych.
Lindsey Bahr z Associated Press wystawiła filmowi pozytywną recenzję i stwierdziła: Ostatecznie, "dający szczęście" morał tej historii, chodź banalny w porównaniu z takim jak choćby w "W głowie się nie mieści", jest wystarczająco słodki dla jego odbiorców. Oczekiwałeś więcej od kawałka cukierka? Bill Zwecker z Chicago Sun-Times dał filmowi 3,5/4 gwiazdki, dodając: Z kina wyjdziesz zwyczajnie – a może i tanecznym krokiem – ale czując się bardzo szczęśliwy. (You simply will walk out – or perhaps dance out – of the theater feeling very happy yourself.) Andy Webster z The New York Times powiedział: Żywiołowe, pracowite, niektóre też śmieszne, Trolle DreamWorks'a dla radochy zrobią wszystko.
Michael Rechtshaffen pisząc dla The Hollywood Reporter nazwał film istotnie żywą ale strasznie rozpoznawalną animowaną miksturą muzyczno–komediową. Alonso Duralde z TheWrap uznał, że film łączy w sobie rzadko spotykaną charakterystykę z irytującą słodyczą "Smerfów", ohydnie wyglądającymi postaciami i wstrętnym, popowym plakatem "Dziwnej magii". Betsy Bozdech z Common Sense Media przyznała filmowi 4/5 gwiazdek. Powiedziała: Nie zdziw się: dzieciaki pokochają ten film. "Trolle" są słodkie, kolorowe, jest tu mnogość chwytliwych piosenek a przesłania są optymistyczne i łatwe do zrozumienia (szczęście jest w każdym, jeśli wiesz gdzie/ jak je znaleźć więc nie powinieneś się zmieniać żeby ktoś cię lubił).

### Nagrody i nominacje
| data | data            | nagroda                                    | w kategorii | nominacja dla                                                               | wynik     | przyp.        |
| ---- | --------------- | ------------------------------------------ | --- | --------------------------------------------------------------------------- | --------- | ------------- |
| 2016 | 31 lipca        | Teen Choice Awards                         | Choice AnTEENcipated Movie (Film wybrany przez głosujących)                                                                                      | samego filmu                                                                | nominacja | [ 35 ]        |
| 2016 | 31 lipca        | Teen Choice Awards                         | Choice Music: Song from a Movie or TV Show (Wybrana piosenka z filmu/ programu TV)                                                               | Can’t Stop the Feeling! Justina Timerlake’a                                 | nominacja | [ 35 ]        |
| 2016 | 6 listopada     | Hollywood Film Awards                      | Hollywood Song Award | Can’t Stop the Feeling! Justina Timerlake’a                                 | wygrana   | [ 36 ]        |
| 2016 | 17 listopada    | Hollywood Music in Media Awards            | Best Song Written for an Animated Film (Najlepsza piosenka napisana do amerykańskiego filmu)                                                     | Maxa Martina, Shellback and Justina Timberlake’a za Can’t Stop the Feeling! | wygrana   | [ 37 ] [ 38 ] |
| 2016 | 17 listopada    | Hollywood Music in Media Awards            | Best Soundtrack From a Movie (Najlepsza ścieżka dźwiękowa filmu)                                                                                 | ścieżki dźwiękowej                                                          | nominacja | [ 37 ] [ 38 ] |
| 2016 | 17 listopada    | Hollywood Music in Media Awards            | Outstanding Music Supervision – Film (Wybitny producent muzyczny – film)                                                                         | Justina Timberlake’a                                                        | nominacja | [ 37 ] [ 38 ] |
| 2016 | 11 grudnia      | Critics’ Choice Awards                     | Best Animated Feature (Najlepszy film animowany)                                                                                                 | samego filmu                                                                | nominacja | [ 39 ]        |
| 2016 | 11 grudnia      | Critics’ Choice Awards                     | Best Song (Najlepsza piosenka) | Maxa Martina, Shellback and Justina Timberlake’a za Can’t Stop the Feeling! | nominacja | [ 39 ]        |
| 2016 | 18 grudnia      | St. Louis Gateway Film Critics Association | Best Soundtrack (Najlepsza ścieżka dźwiękowa) | samego filmu                                                                | nominacja | [ 40 ]        |
| 2017 | 8 stycznia      | Złoty Glob                                 | Best Original Song (Najlepsza piosenka oryginalna)                                                                                               | Maxa Martina, Shellback and Justina Timberlake’a za Can’t Stop the Feeling! | nominacja | [ 41 ]        |
| 2017 | 4 lutego        | Annie Awards                               | Outstanding Achievement, Character Design in an Animated Feature Production (Wybitne osiągnięcia: projekt postaci w produkcji filmu animowanego) | Tima Lamba and Craiga Kellmana                                              | nominacja | [ 42 ]        |
| 2017 | 4 lutego        | Annie Awards                               | Outstanding Achievement, Storyboarding in an Animated Feature Production (Wybitne osiągnięcia: scenorys w produkcji filmu animowanego)           | Claire’a Morrisseya                                                         | nominacja | [ 42 ]        |
| 2017 | 4 lutego        | Annie Awards                               | Outstanding Achievement, Voice Acting in an Animated Feature Production (Wybitne osiągnięcia: aktor dubbingowy w produkcji filmu animowanego)    | Zooeya Deschanela                                                           | nominacja | [ 42 ]        |
| 2017 | 12 lutego       | Nagroda Grammy                             | Best Song Written for Visual Media (Najlepsza piosenka napisana dla produkcji wizualnej)                                                         | Maxa Martina, Shellback and Justina Timberlake’a za Can’t Stop the Feeling! | wygrana   | [ 43 ]        |
| 2017 | 16 lutego       | Guild of Music Supervisors Awards          | Best Song/Recording Created for a Film (Najlepsza piosenka/ nagranie stworzona/y do filmu)                                                       | Maxa Martina, Shellback and Justina Timberlake’a za Can’t Stop the Feeling! | nominacja | [ 44 ]        |
| 2017 | 19 lutego       | Satellite Awards                           | Best Animated or Mixed Media Feature (Najlepsza animacja lub produkcja dla mediów mieszanych)                                                    | samego filmu                                                                | nominacja | [ 45 ]        |
| 2017 | 26 lutego       | Nagroda Akademii                           | Best Original Song (Najlepsza piosenka oryginalna)                                                                                               | Maxa Martina, Shellback and Justina Timberlake’a za Can’t Stop the Feeling! | nominacja | [ 46 ] [ 47 ] |
| 2017 | 5 marca         | iHeartRadio Music Awards                   | Best Song from a Movie (Najlepsza piosenka z filmu)                                                                                              | Can’t Stop the Feeling! Justina Timerlake’a                                 | nominacja | [ 48 ]        |
| 2017 | 11 marca        | Nickelodeon Kids' Choice Awards            | Favorite Animated Movie (Ulubiony film animowany)                                                                                                | samego filmu                                                                | nominacja | [ 49 ]        |
| 2017 | 11 marca        | Nickelodeon Kids' Choice Awards            | Favorite Voice From an Animated Movie (Ulubiony głos z filmu animowanego)                                                                        | Justina Timberlake’a and Anny Kendrick                                      | nominacja | [ 49 ]        |
| 2017 | 11 marca        | Nickelodeon Kids' Choice Awards            | Favorite Frenemies (Ulubione kreacje) |                                                                             | nominacja | [ 49 ]        |
| 2017 | 11 marca        | Nickelodeon Kids' Choice Awards            | Favorite Soundtrack (Ulubiona ścieżka dźwiękowa)                                                                                                 | ścieżki dźwiękowej                                                          | nominacja | [ 49 ]        |
| 2017 | 21 maja         | Billboard Music Awards                     | Top Soundtrack/Cast Album (Najlepsza ścieżka dźwiękowa/ płyta obsady)                                                                            | ścieżki dźwiękowej                                                          | nominacja | [ 50 ]        |
| 2017 | 28 czerwca      | Saturn Awards                              | Best Animated Film (Najlepsza animacja) | samego filmu                                                                | nominacja | [ 51 ]        |
| 2017 | 18 października | World Soundtrack Awards                    | Best Original Song written directly for a Film (Najlepsza piosenka oryginalna napisana właśnie do tego filmu)                                    | Maxa Martina, Shellback and Justina Timberlake’a za Can’t Stop the Feeling! | nominacja | [ 52 ]        |
| 2017 | 19 listopada    | American Music Awards                      | Top Soundtrack (Najlepsza ścieżka dźwiękowa) | ścieżki dźwiękowej                                                          | nominacja | [ 53 ]        |

## Franczyza

### Przedsięwzięcia pop–upowe
DreamWorks Trolls: The Experience była pierwszym z wielu pop–upowych przedsięwzięć, które Feld Entertainment i Universal Brand Development zgodziły się rozwijać w kwietniu 2018 roku. Była dostępna w formie 90–minutowego spaceru z wykorzystaniem techniki rozszerzonej rzeczywistości w Nowym Jorku od 22 października 2018 r.

### Sequel
28 lutego 2017 roku Universal Pictures, od 2016 właściciel DreamWorks a co za tym idzie nowy dystrybutor, oraz sama wytwórnia ogłosiły, że sequel roboczo zatytułowany Trolls 2 będzie miał premierę 10 kwietnia 2020 r. a role Poppy i Mruka ponownie zagrają Anna Kendrick i Justin Timberlake. Film także napiszą scenarzyści części pierwszej. 4 października 2017 roku datę tę przesunięto na 14 lutego 2020 roku z powodu planowanej właśnie na 10 kwietnia premiery Szybkich i wściekłych 9. Do tej informacji dodano, że reżyserią zajmie się Dohrn (w pierwszej części jako współreżyser) a produkcją – ponownie Shay. Datę pierwszej projekcji zmieniano jeszcze dwa razy: 6 grudnia 2017 na 17 kwietnia 2020 r. i 4 marca 2020 z powrotem na 10 kwietnia 2020 r., bowiem No time to die zostało jednak opóźnione.
W maju 2018 roku potwierdzono, że do obsady dołączyli Sam Rockwell, Chance the Rapper, Anthony Ramos, Karan Soni, Flula Borg i Jamie Dornan. Z kolei J. Corden (Biggie), duet Icona Pop (Satyna, Szenila), R. Funches (Cooper), G. Stefani (DJ Suki) i K. Nayyar (Gwidon Diament) powtórzą swoje role. W październiku 2018 roku ogłoszono, że Kelly Clarkson wykona piosenkę tytułową.
Właściwy tytuł animacji – Trolls World Tour (dosł. Światowa podróż Trolli, w Polsce jednak zdecydowano się na tyt. roboczy) – podano w czerwcu 2018. W maju 2017 roku Justin, Travis i Griffin McElroy rozpoczęli kampanię promującą role w filmie podcastem The McElroy Brothers Will Be in Trolls 2 (Bracia McElroy wystąpią w Trollach 2). Tytuł ten zmieniono później na The McElroy Brothers Will Be in Trolls 2: World Tour. We wrześniu 2018, na fali popularności nagrania, DreamWorks potwierdził, że bracia McElroy użyczą głosów w produkcji.
W czerwcu 2019 roku, wraz z plakatami promocyjnymi, ogłoszono kolejnych członków obsady, m.in.: J Balvin, Mary J. Blige, Rachel Bloom, George Clinton, Ester Dean i Gustavo Dudamel.

### Film telewizyjny
Trolle. Świąteczna misja (org. Trolls Holiday) to półgodzinna produkcja wyemitowana premierowo 24 listopada 2017 r. w NBC. Rzecz dzieje się po pierwszej części animacji. Poppy zauważa, że Bergenowie nie mają żadnych świąt do obchodzenia. Prosi więc Mruka i wspólnych przyjaciół (the Snack Pack) by pokazali im jak ważne jest świętowanie.
Większość głosów powtarza się względem filmu–matki. Nie zmieniono też reżysera, scenariusz napisali Josh Bycel i Jonathan Fener a muzykę – Jeff Morrow. Siedmioutworowy soundtrack animacji został wydany w USA 27 października 2017 r.
Obecnie film można oglądać na platformie Netflix lub na DVD dystrybucji Universal Pictures Home Entertainment. Jako materiały dodatkowe umieszczono na płycie m.in. jeden odcinek Mustang: Duch wolności oraz dwa Dom: Przygody Ocha i Tip.

### Serial
Na filmie oparto serial animowany pt. Trolle: Impreza trwa! (org. Trolls: The Beat Goes On!). Został premierowo wyemitowany na Netflixie w 52 odcinkach podzielonych na 8 sezonów począwszy od 19 stycznia 2018 r. Głównych bohaterów zagrali w nim Amanda Leighton i Skylar Astin. Niezmiennie w rolę Coopera wcielił się Funches a Chmurzaka współreżyser Trolli i reżyser Trolli 2 – Walt Dohn.